# Ministerio para la Salida de la Unión Europea
El Ministerio para la Salida de la Unión Europea (en inglés: Department for Exiting the European Union, DExEU) fue el ministerio del gobierno del Reino Unido encargado de supervisar las negociaciones relativas a la salida del Reino Unido de la Unión Europea y establecer las relaciones futuras entre el Reino Unido y dicho organismo.
Fue creado por la primera ministra, Theresa May, en julio de 2016, tras el referéndum sobre la permanencia del Reino Unido en la Unión Europea. El ministerio se formó al combinar personal de la Unidad de Europa de la Oficina del Gabinete, la Dirección Europa del Ministerio de Relaciones Exteriores y de la Mancomunidad de Naciones y la Representación Permanente del Reino Unido ante la UE, y puede contratar personal de otros departamentos gubernamentales según sea necesario.
El último titular fue el secretario de Estado para la Salida de la Unión Europea, Stephen Barclay.

## Estructura
Los ministros fueron los siguientes:
| Ministro        | Rango                                 | Cargo                                                   |
| --------------- | ------------------------------------- | ------------------------------------------------------- |
| Stephen Barclay | Secretario de Estado                  | Secretario de Estado para la Salida de la Unión Europea |
| Martin Callanan | Ministro de Estado                    | Ministro de Estado para Europa                          |
| James Cleverly  | Parlamentario Subsecretario de Estado |                                                         |
| Robin Walker    | Parlamentario Subsecretario de Estado |                                                         |
| Kwasi Kwarteng  | Parlamentario Subsecretario de Estado |                                                         |